# Jubachtalsperre
Die Jubachtalsperre wurde in den Jahren 1904 bis 1906 nach den Plänen des Aachener Bauingenieurs Otto Intze auf dem Gebiet der heutigen Stadt Kierspe im Märkischen Kreis errichtet. Die Talsperre dient der Trinkwasserversorgung und kann auf einem 2,7 km langen Weg umrundet werden.
Die aus Bruchsteinen erbaute Gewichtsstaumauer hat eine Höhe von 27,7 m bei einer Kronenbreite von 4,5 m und einer Länge von 152 m. Bei einem maximalen Stauvolumen von 1,05 Mio. m³ (bei einer Höhe von 343,7 m über NN) beträgt die größte mögliche Oberfläche des Sees 11,7 ha. Aufgestaut ist der Jubach, ein Nebenfluss der Volme.
Betreiber der Anlage war anfangs der Volme-Wasserverband, heute der Wasserbeschaffungsverband Lüdenscheid.
Die Zufahrt zur Jubachtalsperre ist über eine Abzweigung von der an der B 54 in der zu Kierspe gehörenden Ortschaft Vollme möglich.
Von 1990 bis 1991 wurde die Staumauer mit einer vorgesetzten Dichtwand aus Stahlbeton verstärkt und abgedichtet und mit einem Kontrollgang versehen. Die Drainagen und die Messeinrichtungen wurden erneuert.
Im August 2009 wurden erneut Arbeiten an der Mauerkrone durchgeführt.
Am östlichen Ende des Sees beginnt das Naturschutzgebiet Fernhagener Bach und Jubachtal.

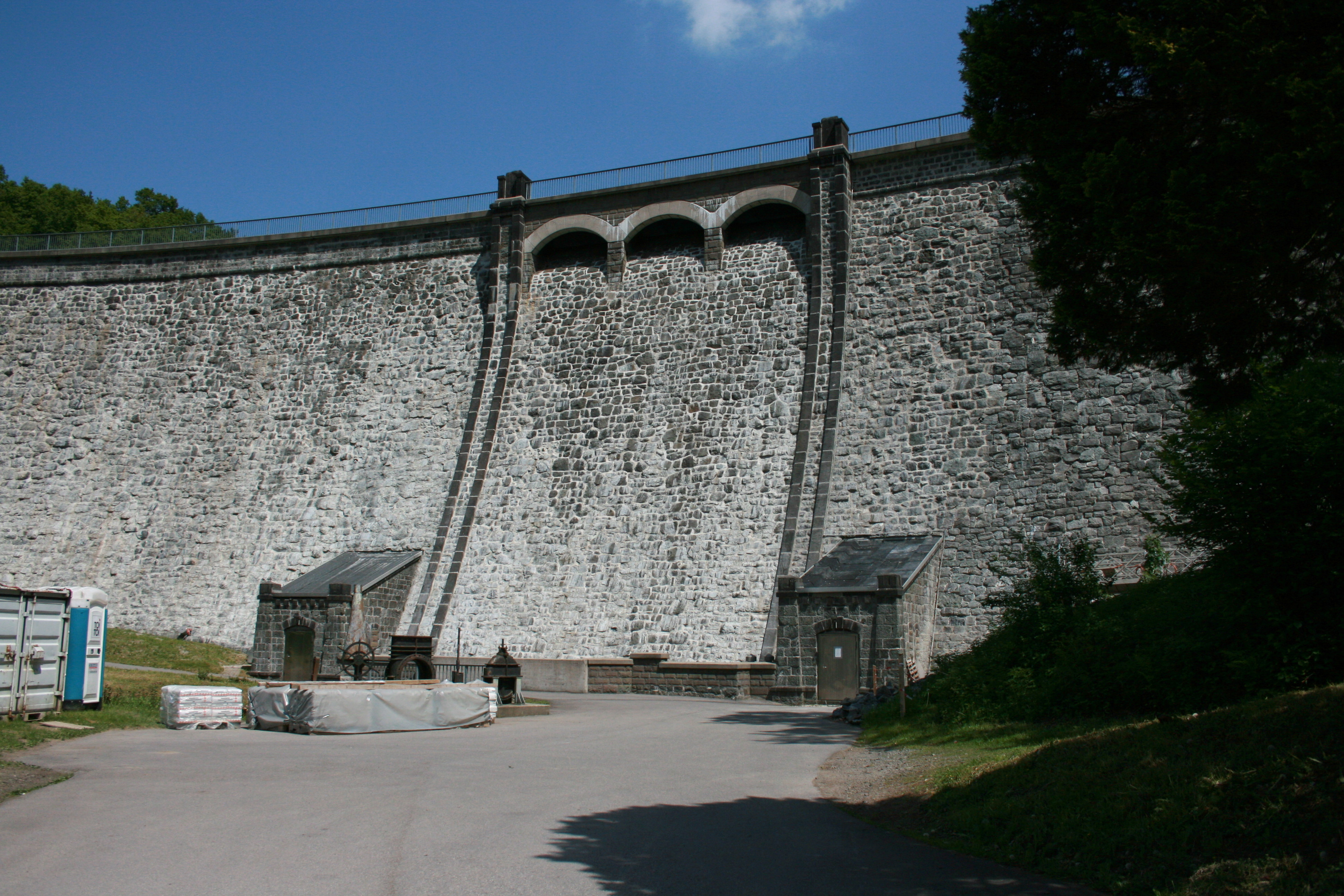
Staumauer
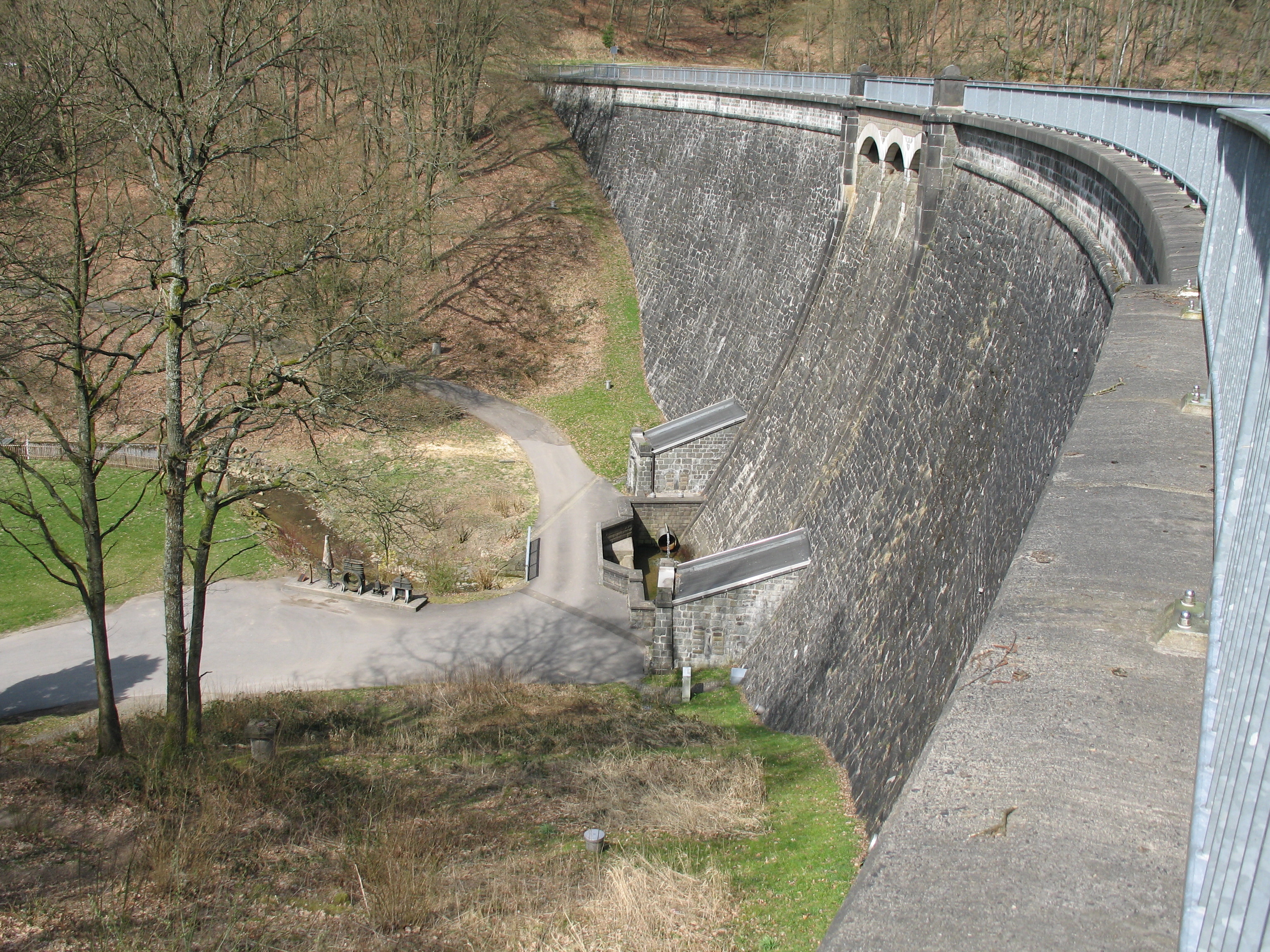
Staumauer
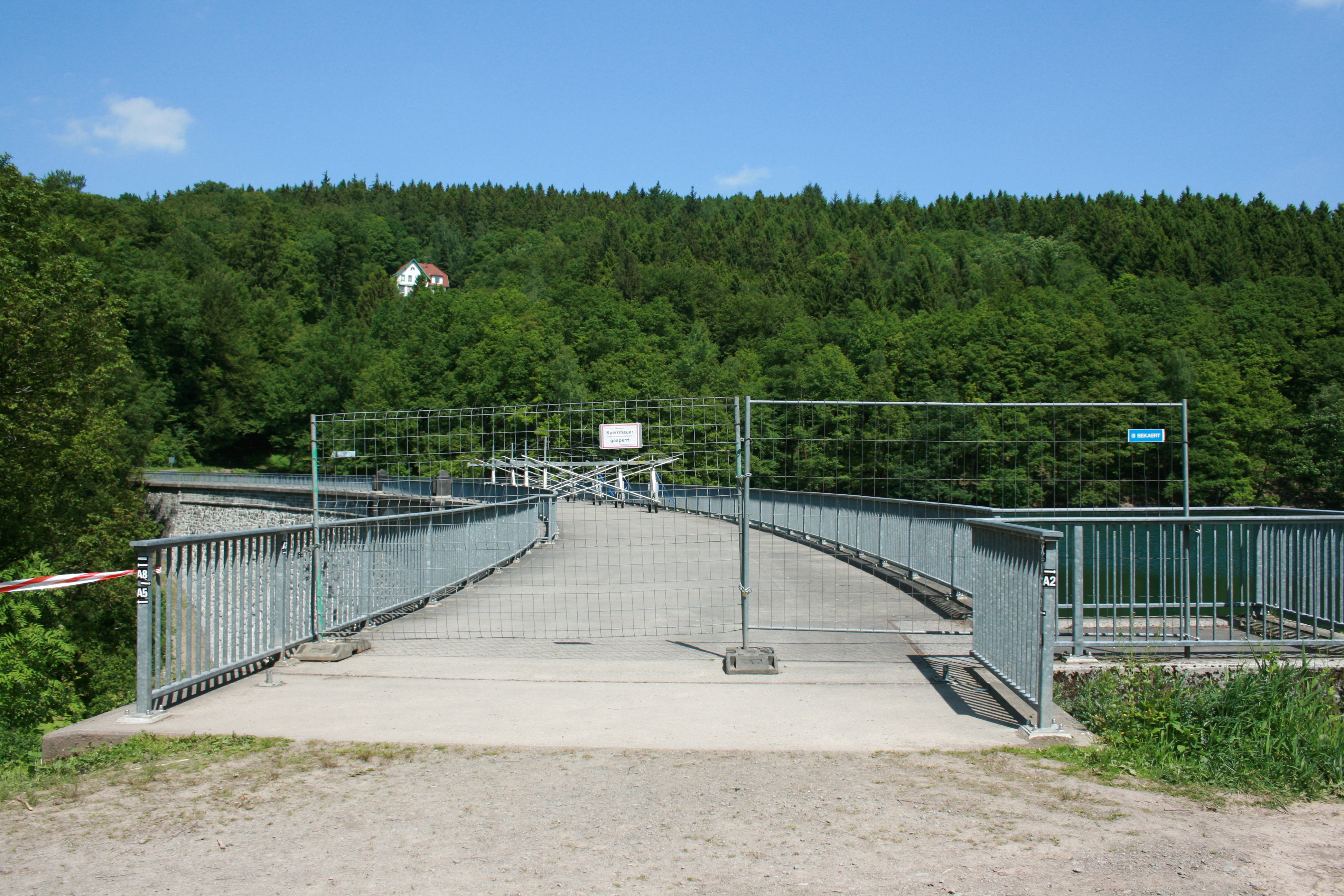
Zugang war bei Sanierungsarbeiten 2009 gesperrt
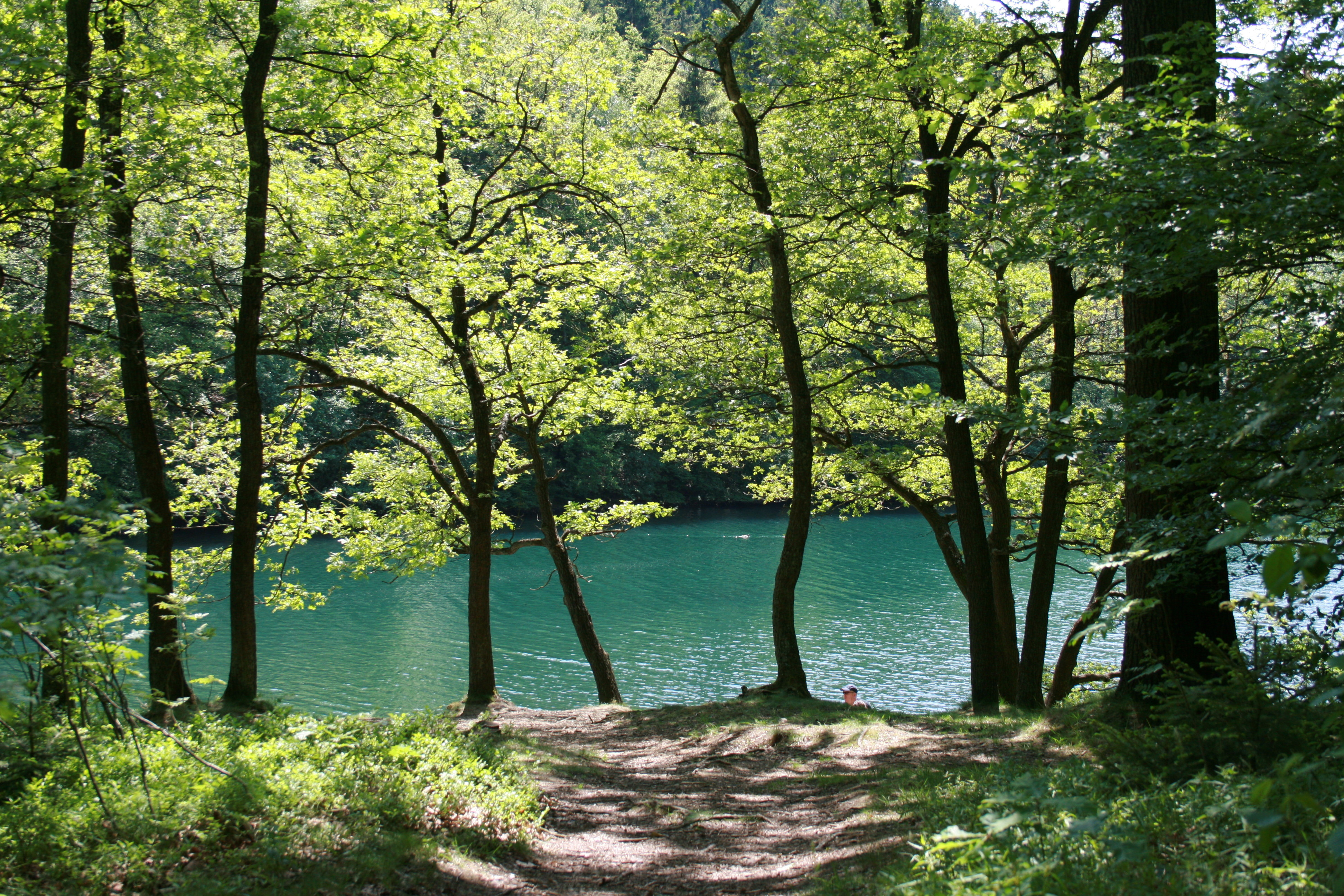
Aussicht am Rundweg
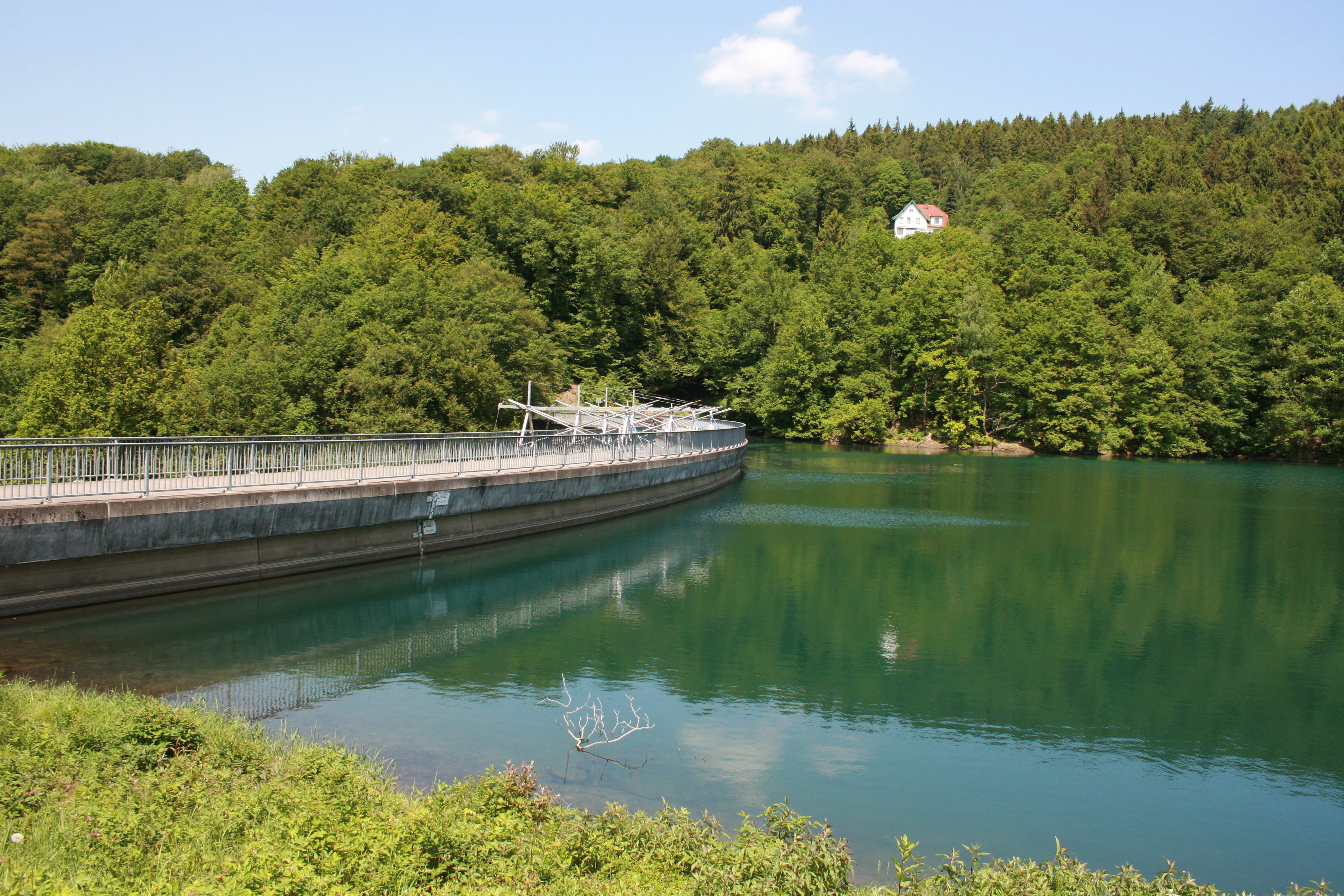
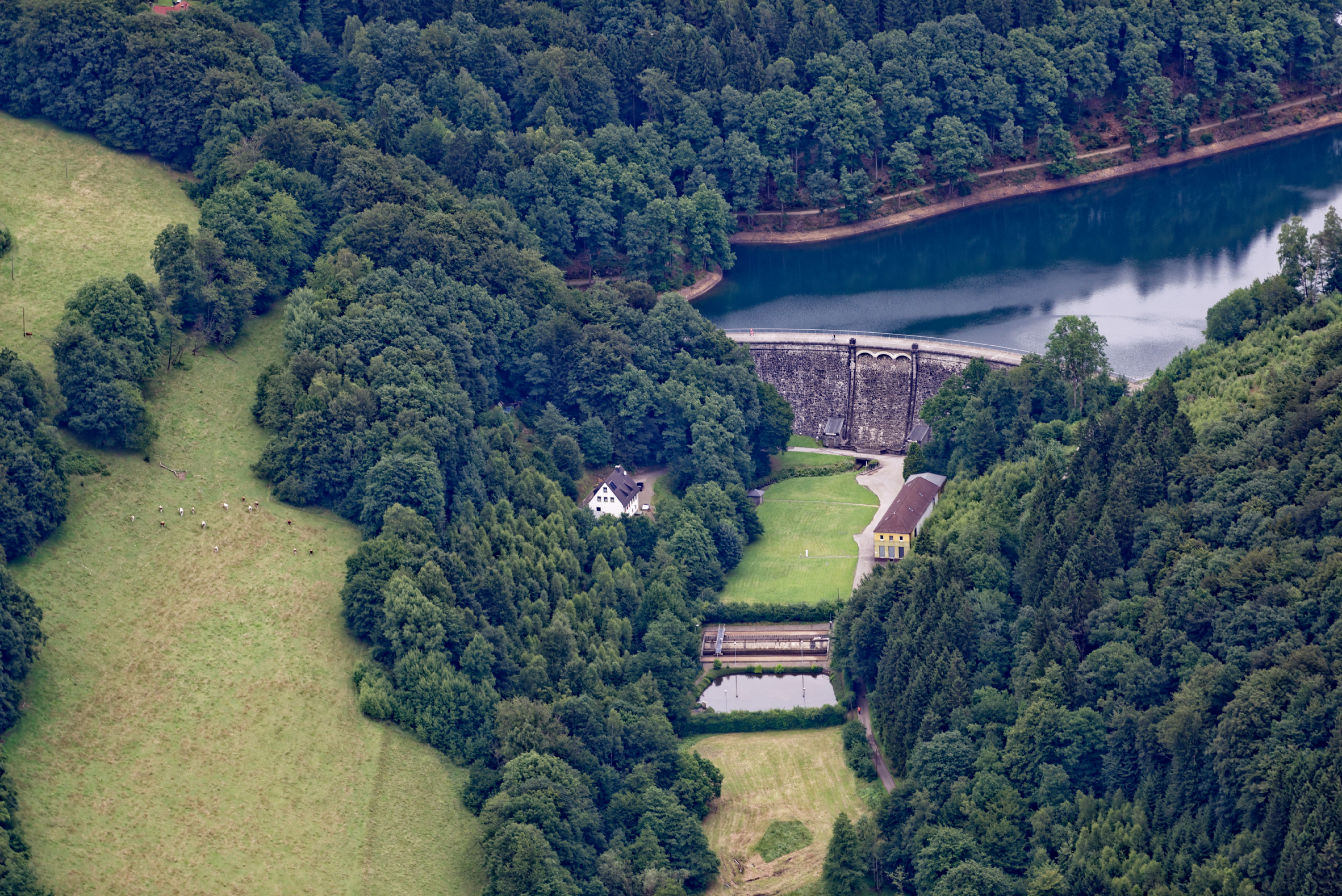
Die Staumauer